# ポール・ケロッグ
ポール・アンダーウッド・ケロッグ（Paul Underwood Kellogg、1879年 - 1958年）は、アメリカ合衆国のジャーナリスト。

## 生涯
ミシガン州の生まれ。ジャーナリストとしての活動の後、コロンビア大学で学ぶためニューヨークに移った。
大学を出てからCharities Magazineで働いた後、ピッツバーグで生活に関するより深い研究に従事。『ピッツバーグ・サーヴェイ（1910年-1914年）』として出版されたそれは、社会改革を助ける調査活動に従事したいと望む社会学者にとってのひとつの模範となった。 
ケロッグはCharities Magazineに復帰し、そのタイトルをSurvey Magazineと改称した。彼は1912年編集者となり、数年のうちにそれはアメリカの代表的な社会調査雑誌になった。
アメリカが第一次世界大戦に参戦に反対する一人として、ケロッグは、ジェーン・アダムズやオズワルド・ギャリソン・ウィラードと共に大富豪ヘンリー・フォードを説得し、ストックフォルムで世界平和会議を開催するよう試みた。フォードも最後にはヨーロッパに平和活動家を送りこみ、戦争終結の交渉が出来るのではないかと考えるに至った。彼は、オスカー二世号という船をチャーターし、1915年ニュージャージーのホボーケン埠頭から船出した。フォードの平和の船は、1916年ストックホルムに到着し、デンマーク、ノルウェー、スウェーデン、そしてアメリカ合衆国からの代表と共に平和会議が開かれた。
1920年代、ケロッグは、人々が政治的な信念から迫害を受けているありさまを、ウィルソンによって司法長官に任命されたＡ・ミッチェル・パーマーから知らされ愕然とさせられた。彼はこうした迫害に反対する運動として1920年にはロジャー・ボールドウィン、ノーマン・トーマス、クリスタル・イーストマン、ジェーン・アダムズ、クラレンス・ダロウ、ジョン・デューイ、アブラハム・マスト、エリザベス・ガーレイ、そしてアプトン・シンクレアとともに、アメリカ市民の自由連合（the American Civil Liberties Union）を結成する。
1927年、ケロッグは、ジョン・ドス・パソス、アリス・ハミルトン、ジェーン・アダムズ、アプトン・シンクレア、ドロシー・パーカー、ベン・シャーン、エドナ・セント・ヴィンセント・ミレイ、フロイド・デル、ジョージ・バーナード・ショー、そしてハーバート・ジョージ・ウェルズと共にニコラ・サッコとバルトロメオ・バンゼッティの死刑阻止の運動を展開した。 この事件の判事ウェブスター・タイアーの原審における訴訟指揮が批判されたにも拘らず、死刑は1927年8月23日に執行された。